# Wyspa Popowa
Wyspa Popowa (ros. остров Попова) – wyspa o powierzchni 12,4 km² w Zatoce Piotra Wielkiego na Morzu Japońskim, w pobliżu Władywostoku. Została nazwana na cześć admirała Andrieja Popowa.
Południową część wyspy zajmuje Dalekowschodni Morski Rezerwat Biosfery. Znajduje się tu muzeum rezerwatu.

## Przypisy

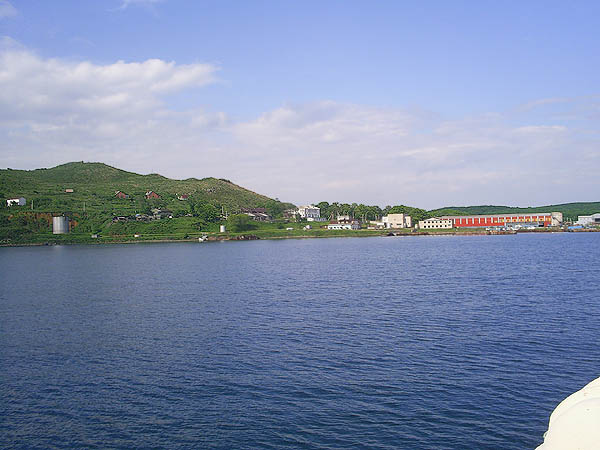
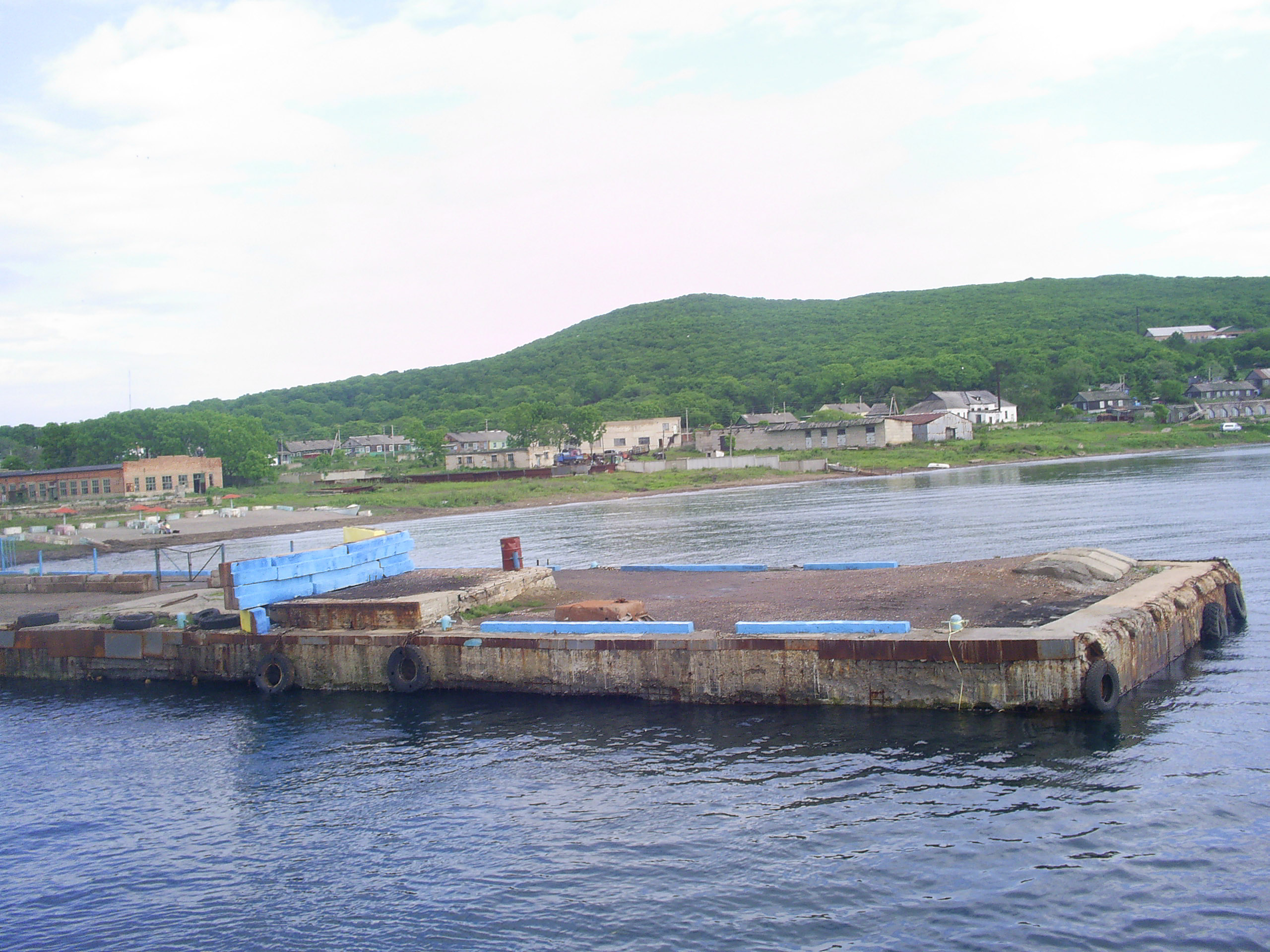
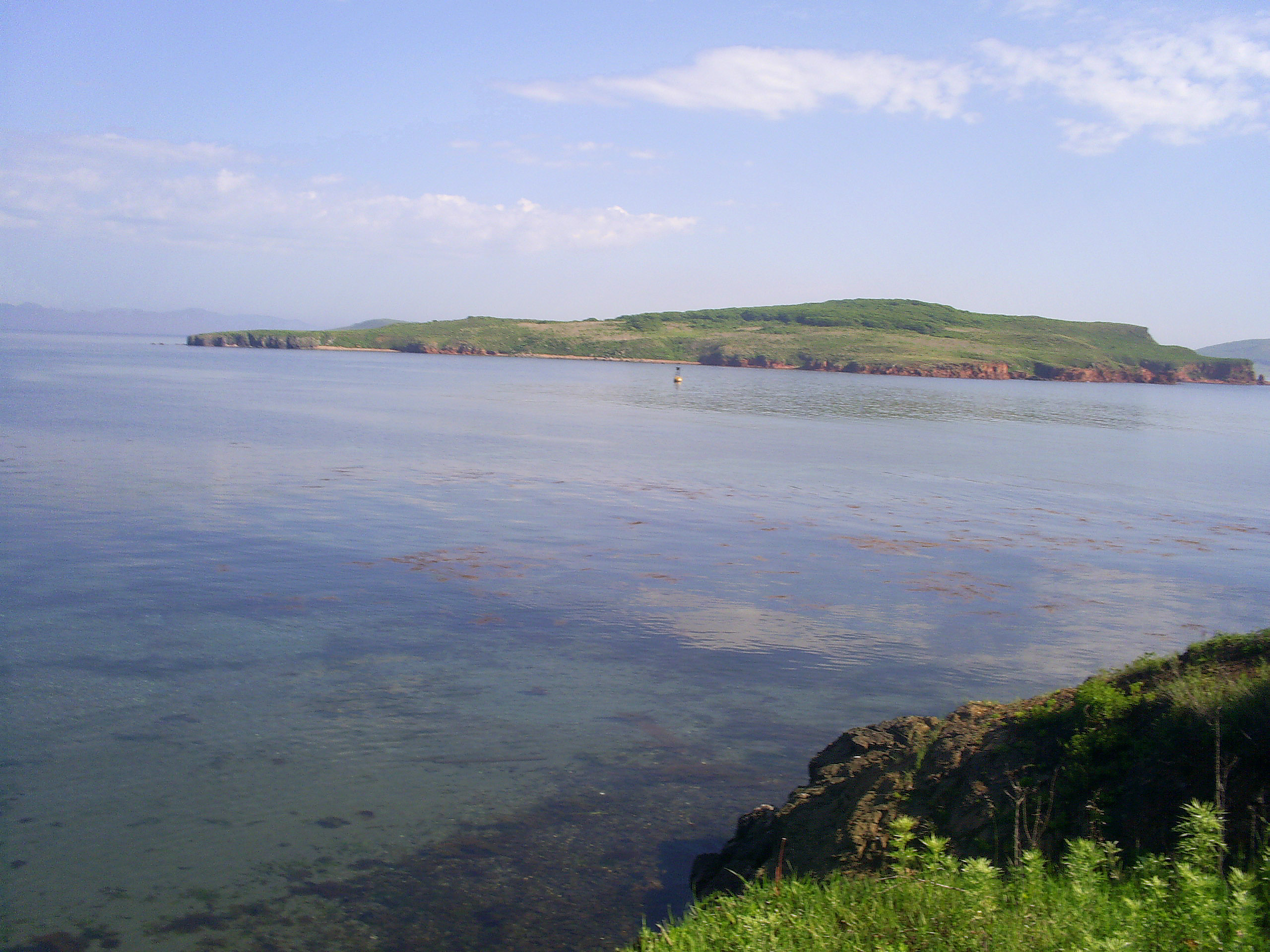